# Rödtjärnen (Hanebo socken, Hälsingland)
Rödtjärnen är en sjö i Bollnäs kommun i Hälsingland och ingår i Ljusnans huvudavrinningsområde. Sjön är 7,4 meter djup, har en yta på 0,0903 kvadratkilometer och befinner sig 204 meter över havet. Sjön avvattnas av vattendraget Gammelbodbäcken.

## Delavrinningsområde
Rödtjärnen ingår i det delavrinningsområde (678350-153202) som SMHI kallar för Mynnar i Gällsån. Medelhöjden är 233 meter över havet och ytan är 11,36 kvadratkilometer. Räknas de 2 avrinningsområdena uppströms in blir den ackumulerade arean 17,86 kvadratkilometer. Rödtjärnsbäcken som avvattnar avrinningsområdet har biflödesordning 4, vilket innebär att vattnet flödar genom totalt 4 vattendrag innan det når havet efter 46 kilometer. Avrinningsområdet består mestadels av skog (85 procent). Avrinningsområdet har 0,16 kvadratkilometer vattenytor vilket ger det en sjöprocent på 1,4 procent.